# Коле Пасеро (Рим)
Коле Пасеро је насеље у Италији у округу Рим, региону Лацио.
Према процени из 2011. у насељу је живело 21 становника. Насеље се налази на надморској висини од 342 м.